# Estádio Monumental David Arellano
O Estádio Monumental David Arellano, conhecido popularmente como Monumental de Colo-Colo é um estádio de futebol localizado em Santiago, Chile. Tem capacidade para 43.667 torcedores, e pertence a equipe de futebol Colo-Colo.
O nome do estádio é uma homenagem a David Arellano, fundador do Colo-Colo, primeiro capitão do time, primeiro ídolo e que teve uma morte trágica.
Umas das característica desse estádio é que o campo está localizado abaixo do nível da rua, além da proximidade da arquibancada, tornando-o um caldeirão nos jogos principais.

## História
Foi projetado para ser um dos estádios da Copa do Mundo de 1962, mas devido a um terremoto em 1960, optou-se por utilizar os estádios já concluídos.
Inaugurado em 20 de abril de 1975, porém, devido a falta de estrutura, o clube abandonou seu estádio e passou a mandar seus jogos no Estádio Nacional de Chile.
Em 30 de setembro de 1989, o estádio é reinaugurado num jogo do Colo-Colo contra o Peñarol do Uruguai, com vitória chilena por 2 a 1.
Em 1991, foi inaugurado o Sistema de Iluminação, no mesmo ano em que o clube se sagraria campeão da Copa Libertadores da América em casa, sobre o Olimpia do Paraguai.